# بلاچ
بلاچ (به لاتین: Bellach) یک بخش در سوئیس است که در کانتون سولوتورن واقع شده‌است.